# Daniel Hameline
Daniel Hameline (* 1931 in Nantes) ist ein französischer Pädagoge.
Hameline promovierte in Literatur und Humanwissenschaften. Er war „Studiendirektor“ (directeur des études) am Institut supérieur de pédagogie (einer Fakultät des Institut Catholique de Paris) und danach Professor an der Universität Paris-Dauphine. Von 1982 bis 1997 war Hameline Ordinarius für Bildungstheorie und für Bildungsgeschichte (histoire des idées pédagogiques) an der Universität Genf.
Er ist Mitgründer der Archives de l’Institut Jean-Jacques Rousseau und der Arbeitsgruppe über Schul- und Pädagogikgeschichte der Société suisse pour la recherche en éducation. Zu seinen bekanntesten Schriften zählt Les objectifs pédagogiques en formation initiale et continue.